# 拉沙佩勒普尤
拉沙佩勒普尤（法語：La Chapelle-Pouilloux，法語發音：[la ʃapɛl puju]）是法国德塞夫勒省的一个市镇，属于尼奥尔区。

## 地理
拉沙佩勒普尤（46°8'17"N, 0°3'18"E）面积7.85 平方千米，位于法国新阿基坦大区德塞夫勒省，该省份为法国西部内陆省份，北起曼恩-卢瓦尔省，西接旺代省，南至夏朗德省和滨海夏朗德省，东临维埃纳省。
与拉沙佩勒普尤接壤的市镇（或旧市镇、城区）包括：克吕塞拉波姆赖、洛里涅、梅勒朗。

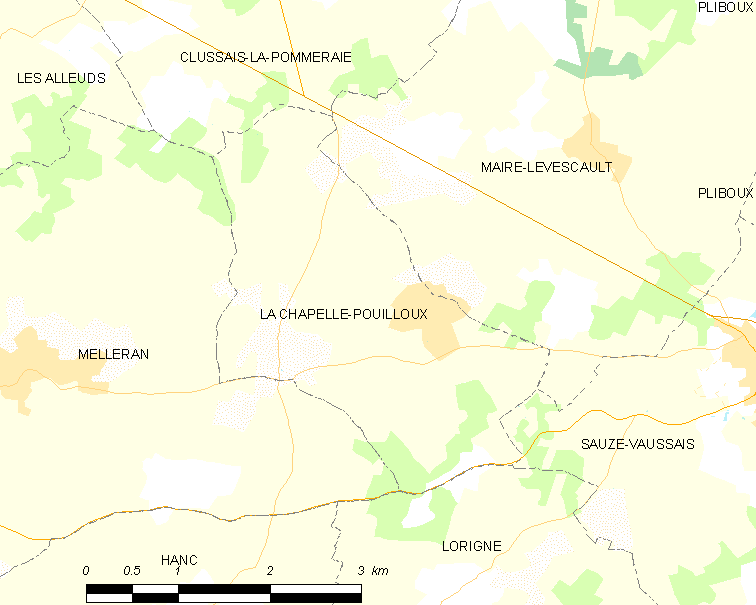
拉沙佩勒普尤的OSM定位图

拉沙佩勒普尤的时区为UTC+01:00、UTC+02:00（夏令时）。

## 行政
拉沙佩勒普尤的邮政编码为79190，INSEE市镇编码为79074。

## 政治
拉沙佩勒普尤所属的省级选区为梅勒县。

## 人口

1962-2008年间拉沙佩勒普尤人口变化图示

拉沙佩勒普尤于2022年1月1日时的人口数量为171人。